# 순천시 (2016년 선거구)
순천시는 대한민국의 옛 국회의원 선거구이다. 당시 전라남도 순천시 일대를 관할했다.

## 역사
대한민국 제20대 국회의원 선거를 앞두고 순천시·곡성군 선거구에서 분리되면서 신설되었다.
대한민국 제21대 국회의원 선거를 앞두고 선거구가 개편되면서 순천시 일부 지역을 광양시·곡성군·구례군 선거구에 넘겨주게 됨에 따라 관할 구역이 순천시·광양시·곡성군·구례군 갑 선거구와 순천시·광양시·곡성군·구례군 을 선거구로 분리되면서 폐지되었다.

## 역대 국회의원
| 선거   | 정당 | 정당     | 의원   |
| ------ | ---- | -------- | ------ |
| 2016년 |      | 새누리당 | 이정현 |

## 역대 선거 결과

### 대한민국 제20대 국회의원 선거
|  | 44.54% |

|  | 39.06% |

|  | 11.84% |

|  | 2.41% |

|  | 1.58% |

|  | 0.53% |